# St.-Andreas-Kirche (Lebenstedt)

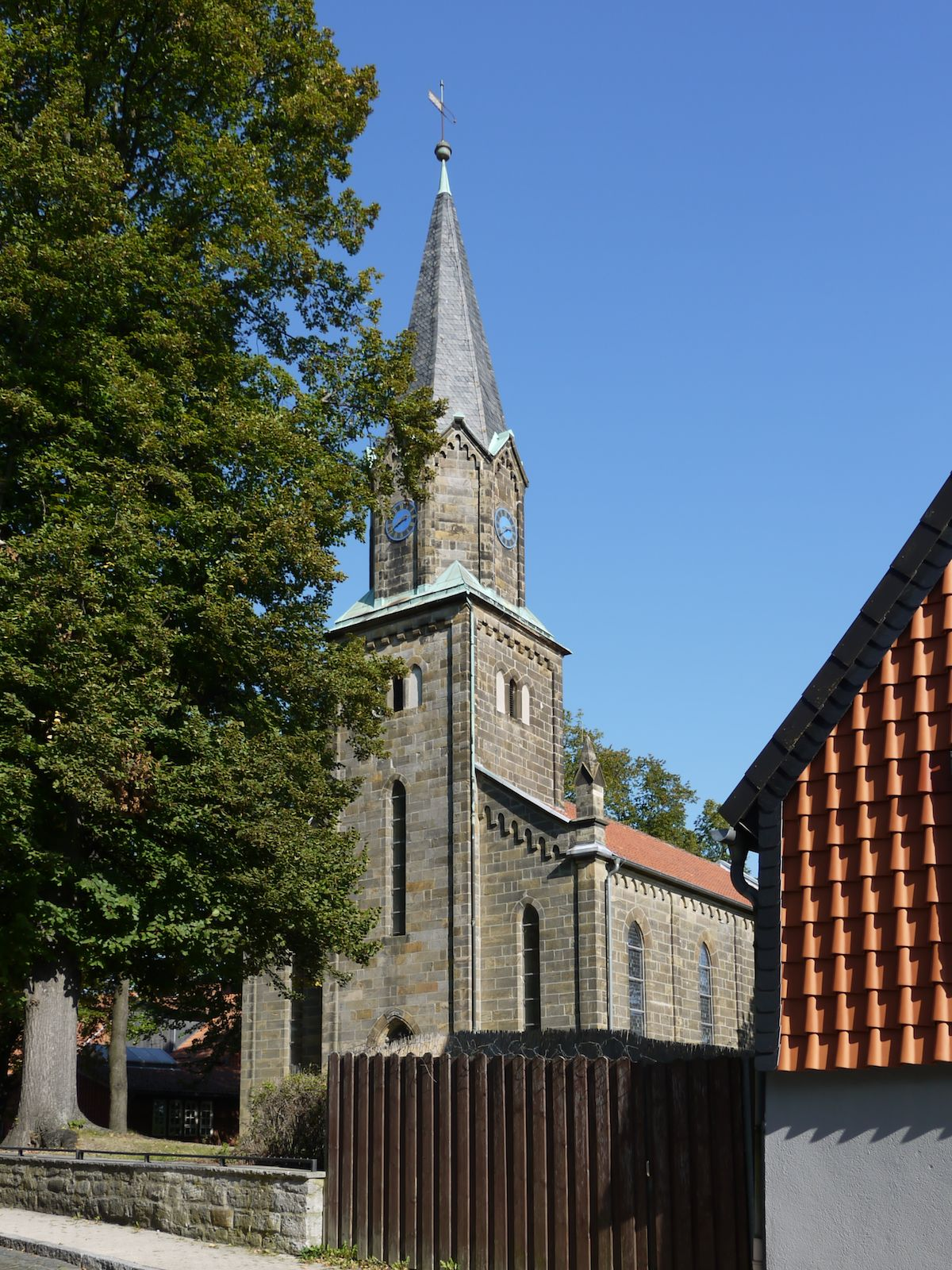
St. Andreas-Kirche

Die St.-Andreas-Kirche ist eine evangelisch-lutherische Kirche in Lebenstedt, einem Stadtteil von Salzgitter. Es ist die älteste Kirche dieses Stadtteils, sie steht auf dem alten Thingplatz im „Alten Dorf“, dem ältesten Teil von Lebenstedt. Die Kirche ist Sitz der Propstei Salzgitter-Lebenstedt.

## Geschichte
Das Patronat über die Kirche hatte bis 1925 die Familie von Gadenstedt inne, die ihren Hauptsitz in Gadenstedt (heute Ortsteil von Ilsede bei Peine) hatte und die um 1350 das Erbe der Herren von Lebenstedt angetreten hatte. Die erste Erwähnung eines Pfarrers von Lebenstedt stammt aus dem Jahr 1281, in dieser wird der Pfarrer Engelbert als Zeuge in einem Kaufvertrag genannt. Von einem Pfarrhaus wird erstmals 1392 berichtet, das dem damaligen Pfarrer Adolf von Wartberge zur Wohnung angewiesen worden war. Als Lage des Pfarrhauses wird die westliche Hälfte des Kirchhofs angegeben, an der gleichen Stelle befindet sich auch das heutige Pfarrhaus.
Seit der Christianisierung des Landes zu Beginn des 9. Jahrhunderts gehörte die Lebenstedter Kirche zum Archidiakonat Lengede im Bistum Hildesheim. Im Jahr 1542 wurde im Lande zum ersten Mal die Reformation eingeführt. Als fünf Jahre später nach dem Sieg Karls V. über die Schmalkaldischen Truppen Herzog Heinrich der Jüngere wieder in sein Braunschweigisches Herzogtum zurückkehren konnte, ordnete dieser die Rückkehr zum katholischen Glauben an. Erst sein Sohn Herzog Julius führte 1568 die Reformation endgültig ein.

### Vorgängerkirche
Das Alter der Vorgängerkirche wurde 1857, dem Zeitpunkt des Abbruchs, auf etwa 500 Jahre geschätzt. Ursprung war wahrscheinlich eine alte Kapelle, an die später die Kirche und der Glockenturm angebaut wurden. Pastor Stalmann (1854–1892 Pfarrer in Lebenstedt), in dessen Amtszeit die neue Andreaskirche gebaut wurde, schilderte den alten Kirchenbau als ein kleines Gebäude, das etwa 13 m lang, 6 m breit und 6 m hoch war. Der Eingang zur aus Stein gemauerten Kirche befand sich an der Nordwand, der Turm im Westen war mit einem Satteldach gedeckt. Im Inneren waren an der Nord- und Westwand Priechen angebracht. Die Nordwand hatte einige kleine, unregelmäßige Fenster, an der Südwand und im Ostgiebel waren später größere Fenster herausgebrochen worden. Wände und Decken waren weiß gestrichen, Stühle und Priechen aus dunklem Holz.
Bereits 1799 bemängelte der Kirchenvorstand in einem Schreiben an den damaligen Herzog Karl Wilhelm Ferdinand, die Kirche sei zu klein für die 500 Mitglieder zählende Gemeinde, die aber nur 106 Männern und 72 Frauen Platz bot. Überdies sei die Kirche verfallen, der Kirchenboden morsch und das Dach verwittert. Auch seien die Priechen nicht mehr standfest. Auf mehrmalige Nachfrage wurden 1813 einige kleinere Reparaturen ausgeführt. Aber erst nachdem 1854 Pastor Stalmann sein Amt angetreten hatte, wurde ein Architekt mit dem Entwurf für ein neues Kirchengebäude beauftragt. Im April 1857 wurde die alte Kirche abgerissen, damit an ihrer Stelle ein Neubau errichtet werden konnte.

### Andreaskirche seit 1857

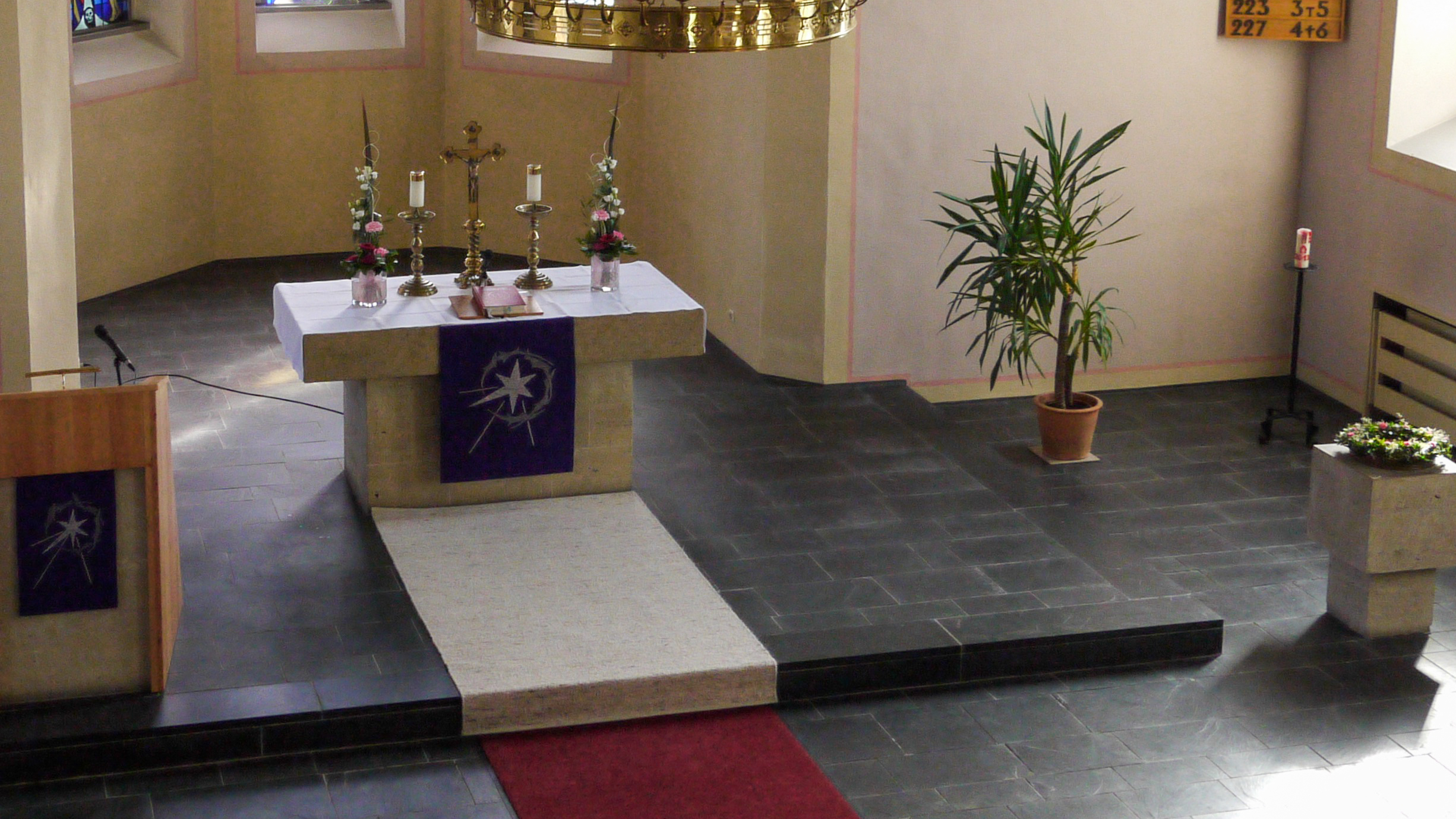
Altar und Taufbecken

Der Grundstein für das heutige Kirchengebäude wurde am 4. Mai 1857 gelegt. Der Bau wurde am 1. August 1858 mit dem Setzen von Knopf und Wetterfahne auf dem Kirchturm fertiggestellt, die Innenarbeiten wurden im Dezember 1858 abgeschlossen. Da die Orgel nicht fristgerecht geliefert wurde, konnte die Kirche erst am 28. August 1859 durch den damaligen Superintendenten Wolff aus Barum eingeweiht werden.
An der Nord- und Südseite des Kirchenschiffs sowie im Treppenaufgang befinden sich vier bunte Glasfenster, die von zwei Gemeindemitgliedern 1909 zum 50. Jubiläum der Kirche gestiftet worden waren. Auch der Kronleuchter, das Kruzifix, der Taufstein und die Altarbibel sind Stiftungen der Gemeinde.
Im Ersten Weltkrieg musste die große bronzene Glocke von 1464 abgegeben werden und wurde eingeschmolzen. Als Ersatz wurden 1922 zwei stählerne Glocken angeschafft, die auch heute noch benutzt werden. Im Zweiten Weltkrieg wurden durch Bomben, die in den Pfarrgarten gefallen waren, Fenster und Dach der Kirche beschädigt; diese Schäden wurden 1948 beseitigt. Im Jahr darauf wurde für die Kirchenbesucher mehr Platz geschaffen, indem man die Sakristei zum Altarraum umgestaltete und die Kanzel an die Giebelwand umsetzte.
Die Kirche wurde 1968 umfassend renoviert. Der Fußboden des Altarraums wurde mit Schieferplatten ausgelegt, während das Kirchenschiff eine Holzpflasterung erhielt. Es wurden ein neuer Altar und eine neue Kanzel aufgestellt, beide wurden aus Sandstein aus dem nahen Elm gefertigt. Die Emporen an der Nord- und Südseite wurden entfernt und die Sitzbänke erneuert. Die aus dem Jahr 1888 stammende Weule-Uhr im Kirchturm wurde auf elektrischen Antrieb umgestellt. Fünf Jahre später erhielt die Kirche eine neue Orgel.
Für die Innenausstattung wurden einige Gegenstände aus der Vorgängerkirche übernommen: Die Messingleuchter des Altars sind von 1670, die Zinnleuchter sind ein Geschenk von 1745. Der „Alte Abendmahlskelch“ aus dem Jahre 1654 trägt die Inschrift „Johannes Bergmann, P. - Catharina Hedewig Sengbahr“, der „Neue Abendmahlskelch“ wurde der Kirche 1801 geschenkt, auf dem Fuß dieses Gefäßes sind als Namen der Schenkenden „Johann Conrad Oppermann und dessen Ehefrau Johanne Elisabeth Herweg“ eingraviert. Das Kruzifix auf dem Altar und der Kronleuchter wurden der Kirche 1909 zum 50. Jubiläum geschenkt.
Seit der Reformation hatte die Kirchengemeinde zur Superintendentur Barum, dem späteren Kirchenkreis Barum gehört. Als 1933 aus den Kirchenkreisen Propsteien gebildet wurden, wurde Lebenstedt der Propstei Bleckenstedt zugeordnet. Seit 1951 wird diese unter dem Namen Propstei Salzgitter-Lebenstedt geführt.
1955 wurde ein neues Pfarrhaus fertiggestellt, 1958 ein neues Gemeindehaus.